# Epirinus drakomontanus
Epirinus drakomontanus là một loài bọ cánh cứng trong họ Bọ hung (Scarabaeidae).